# Pedace
Pedace war eine Gemeinde mit zuletzt 1906 Einwohnern (Stand 31. Dezember 2016) in der Provinz Cosenza in Kalabrien. Seit dem 5. Mai 2017 ist sie Teil der neugegründeten Gemeinde Casali del Manco.
Pedace liegt etwa zwölf Kilometer östlich von Cosenza.
In Pedace zweigt eine nach San Giovanni in Fiore führende Museumsbahn von der Bahnstrecke Cosenza–Catanzaro ab. 
Eine Gemeindepartnerschaft besteht mit Santa Fiora in der Toskana, Italien.